# Сен-Поль (парафія, Нью-Брансвік)
Сен-Поль (англ. Saint-Paul) — парафія в Канаді, у провінції Нью-Брансвік, у складі графства Кент.

## Населення
За даними перепису 2016 року, парафія нараховувала 842 особи, показавши скорочення на 2,8%, порівняно з 2011-м роком. Середня густина населення становила 3,7 осіб/км².
З офіційних мов обидвома одночасно володіли 545 жителів, тільки англійською — 250, тільки французькою — 50.
Працездатне населення становило 52,8% усього населення, рівень безробіття — 17,1% (24,4% серед чоловіків та 11,1% серед жінок). 94,7% осіб були найманими працівниками, а 3,9% — самозайнятими.
Середній дохід на особу становив $28 607 (медіана $26 240), при цьому для чоловіків — $30 823, а для жінок $25 801 (медіани — $32 384 та $22 784 відповідно).
26,6% мешканців мали закінчену шкільну освіту, не мали закінченої шкільної освіти — 37,1%, 37,1% мали післяшкільну освіту, з яких 9,4% мали диплом бакалавра, або вищий.
| Статево-вікова структура населення | Статево-вікова структура населення | Статево-вікова структура населення | Статево-вікова структура населення | Статево-вікова структура населення |
| ---------------------------------- | ---------------------------------- | ---------------------------------- | ---------------------------------- | ---------------------------------- |
|                                    |                                    |                                    |                                    |                                    |
| Всього                             | Всього                             | 52,4%47,6%                         |                                    |                                    |
| 0 — 14 років                       | 0 — 14 років                       |                                    | 16,1%                              | 16,1%                              |
| 15 — 64 років                      | 15 — 64 років                      |                                    | 64,9%                              | 64,9%                              |
| 65 і більше                        | 65 і більше                        |                                    | 19%                                | 19%                                |
| 85 і більше                        | 85 і більше                        |                                    | 1,8%                               | 1,8%                               |
| Середній вік (років)               | Середній вік (років)               | 45,443,2                           | 44,4                               | 44,4                               |
| Медіана (років)                    | Медіана (років)                    | 49,146,4                           | 48,1                               | 48,1                               |
| — чоловіки — жінки                 |                                    |                                    |                                    |                                    |

| Походження мешканців:     | Походження мешканців:     | Походження мешканців: | Походження мешканців: | Походження мешканців: |
| ------------------------- | ------------------------- | --------------------- | --------------------- | --------------------- |
| Походження                |                           |                       | осіб                  | %                     |
| Корінні американці        | Корінні американці        |                       | 135                   | 16.07%                |
| Інше північноамериканське | Інше північноамериканське |                       | 555                   | 66.07%                |
| Європейське               | Європейське               |                       | 490                   | 58.33%                |
| британське                | британське                |                       | 265                   | 31.55%                |
| французьке                | французьке                |                       | 250                   | 29.76%                |
| українське                | українське                |                       | 25                    | 2.98%                 |

| Зайнятість населення за галузями (за класифікацією NOC): | Зайнятість населення за галузями (за класифікацією NOC): | Зайнятість населення за галузями (за класифікацією NOC): | Зайнятість населення за галузями (за класифікацією NOC): | Зайнятість населення за галузями (за класифікацією NOC): |
| -------------------------------------------------------- | -------------------------------------------------------- | -------------------------------------------------------- | -------------------------------------------------------- | -------------------------------------------------------- |
|                                                          |                                                          |                                                          |                                                          |                                                          |
| Управління                                               | Управління                                               |                                                          | 9,3%                                                     | 9,3%                                                     |
| Бізнес, фінанси та адміністрування                       | Бізнес, фінанси та адміністрування                       |                                                          | 16%                                                      | 16%                                                      |
| Охорона здоров'я                                         | Охорона здоров'я                                         |                                                          | 2,7%                                                     | 2,7%                                                     |
| Освіта, правозахист, муніципальні та урядові служби      | Освіта, правозахист, муніципальні та урядові служби      |                                                          | 6,7%                                                     | 6,7%                                                     |
| Мистецтво, культура, відпочинок та спорт                 | Мистецтво, культура, відпочинок та спорт                 |                                                          | 2,7%                                                     | 2,7%                                                     |
| Роздрібна торгівля та послуги                            | Роздрібна торгівля та послуги                            |                                                          | 18,7%                                                    | 18,7%                                                    |
| Гуртова торгівля, транспорт та обладнання                | Гуртова торгівля, транспорт та обладнання                |                                                          | 28%                                                      | 28%                                                      |
| Природні ресурси, сільське господарство                  | Природні ресурси, сільське господарство                  |                                                          | 4%                                                       | 4%                                                       |
| Виробництво                                              | Виробництво                                              |                                                          | 13,3%                                                    | 13,3%                                                    |

## Клімат
Середня річна температура становить 4,8°C, середня максимальна – 23°C, а середня мінімальна – -15,9°C. Середня річна кількість опадів – 1 174 мм.
| Клімат поселення                              | Клімат поселення | Клімат поселення | Клімат поселення | Клімат поселення | Клімат поселення | Клімат поселення | Клімат поселення | Клімат поселення | Клімат поселення | Клімат поселення | Клімат поселення | Клімат поселення | Клімат поселення |
| Показник                                      | Січ.             | Лют.             | Бер.             | Квіт.            | Трав.            | Черв.            | Лип.             | Серп.            | Вер.             | Жовт.            | Лист.            | Груд.            |                  |
| Середній максимум, °C                         | −3,65            | −2,35            | 3,06             | 9,06             | 15,86            | 21,06            | 22,99            | 22,16            | 17,58            | 11,78            | 5,67             | −1,65            |                  |
| Середня температура, °C                       | −9,78            | −8,49            | −3,06            | 2,92             | 9,72             | 14,92            | 18,57            | 17,72            | 13,13            | 7,34             | 1,24             | −6,09            |                  |
| Середній мінімум, °C                          | −15,93           | −14,63           | −9,22            | −3,21            | 3,58             | 8,80             | 14,12            | 13,30            | 8,70             | 2,90             | −3,2             | −10,52           |                  |
| Норма опадів, мм                              | 108              | 87               | 103              | 91               | 104              | 96               | 103              | 87               | 89               | 98               | 105              | 103              |                  |
| Середньомісячна швидкість вітру, м/с          | 4.10             | 4.03             | 4.20             | 4.09             | 3.73             | 3.28             | 3.00             | 2.89             | 3.16             | 3.56             | 3.81             | 4.10             |                  |
| Середньомісячна сонячна радіація, кДж/м²·день | 5233             | 8570             | 12244            | 15176            | 18127            | 20221            | 19942            | 17563            | 13132            | 8286             | 4837             | 3917             |                  |
| --------------------------------------------- | ---------------- | ---------------- | ---------------- | ---------------- | ---------------- | ---------------- | ---------------- | ---------------- | ---------------- | ---------------- | ---------------- | ---------------- | ---------------- |
| Джерело:                                      |                  |                  |                  |                  |                  |                  |                  |                  |                  |                  |                  |                  |                  |